# Karagoromo Kisshū
Karagoromo Kisshū (japanisch 唐衣 橘洲; geboren 18. Januar 1743 in Edo; gestorben 15. August 1802), wirklicher Name Kojima Gennosuke (小島 源之助), war ein japanischer Lyriker.

## Leben und Wirken
Karagoromo Kisshū wurde als Sohn einer Samuraifamilie in Edo geboren. Er setzte sich für eine feine humoristische Dichtkunst auf klassischer Basis ein. Mitt Ōta Nampo und Akera Kankō (Yamazaki Gōnosuke) bildete er eine Dichtergruppe, zu der auch Bürger der Stadt gehörten, und zählte neben diesen zu den bedeutendsten Vertretern der humoristischen Kyōka-Dichtung seiner Zeit. Er veröffentlichte zwei Anthologien von Kyōka-Dichtungen: Kyōka wakaba shū (狂歌若葉集; 1783) und Suichikushū (酔竹集; 1802).